# Círculos de pedra nas Ilhas Britânicas e na Bretanha
Os círculos de pedra nas Ilhas Britânicas e na Bretanha são uma tradição megalítica de monumentos que consistem em pedras eretas dispostas em anéis. Estes foram erguidos de 3300 a 900 a.C na Grã-Bretanha, Irlanda e Bretanha.
Estima-se que cerca de 4.000 desses monumentos foram originalmente construídos nesta parte do noroeste da Europa durante este período. Cerca de 1.300 deles são registrados, os outros foram destruídos.
Apesar de os círculos de pedra terem sido erguidos ao longo da história por uma variedade de sociedades e por uma série de razões, no final do Neolítico e no início da Idade do Bronze, esta tradição particular foi limitada à Grã-Bretanha, Irlanda e a área vizinha da Europa continental agora conhecida como Bretanha. Os anéis não foram distribuídos igualmente por esta área, mas estavam concentrados em várias regiões montanhosas: nordeste e centro da Escócia, o Distrito do Lago, a península sudoeste da Inglaterra, e o norte e sudoeste da Irlanda. Agrupamentos mais esparsos também podem ser encontrados em Caithness, nas Hébridas Exteriores, no Peak District, nas Montanhas Wicklow, Gales e Wessex.